# Anna Maria Indrio
Anna Maria Luisa Indrio (født 11. juni 1943 i Meina, Italien) er en italiensk-dansk arkitekt.

## Karriere
Indrio blev uddannet i Rom 1962-65 og på Kunstakademiets Arkitektskole i København 1966-71, hvor hun bl.a. studerede under Johan Otto von Spreckelsen. Hun delte i tidsrummet 1979-89 tegnestue med Poul Jensen og tegnede i det samarbejde bl.a. Nørrevang Kirke i Slagelse (1989), hvor regionale og postmoderne stilelementer mødes.
I 1991 blev hun partner i C.F. Møllers Tegnestue, hvor hun bl.a. har været den ledende arkitekt ved udvidelsen af Statens Museum for Kunst (1995-98) og Mærsk Datas tidligere hovedsæde ved Vibenshus Runddel (2000), begge i København og begge repræsentanter for en fortolkning af modernismen. Hun har desuden tegnet tilbygningen til Arken Museum for Moderne Kunst i Ishøj (2007).
Indrio er medlem af Theophilus Hansens Legatbestyrelse, medlem af Kunstnersamfundet, medlem af flere ministerielle udvalg, sad i bestyrelsen i Statens Byggeforskningsinstitut 1996-2002, medlem af Danske Arkitekters Landsforbunds repræsentantskabsbestyrelse og bygningskunstudvalg 1980-94 og var censor ved professoratansættelser på Kunstakademiet i København og Arkitektskolen i Aarhus.
Hun modtog, som partner hos C.F. Møller, præmie for boligbyggeriet på Østerbrogade 105 i København 2007, Nykredits Arkitekturpris 2006, præmieringer af flere bygninger, bl.a. Mærsk Data, blev ridder af den italienske orden Stella della Solidarietà Italiana i 2003 og ridder af Dannebrogordenen i 2000, modtog Murprisen i 1999 og Concrete Society Award 2009. I 2010 modtog hun Eckersberg Medaillen.

## Ægteskaber
Indrio har været gift tre gange:
1. 30. oktober 1965 i København med arkitektstuderende Karsten Oluf Johansson (født 2. oktober 1943 i Hellerup), søn af mag.art. Ejner Bainkamp Johansson og reklametegner Ingrid Jørgensen. Ægteskabet opløst 1971.
2. 25. januar 1973 i København med arkitekt Poul Helge Jensen (født 30. august 1929 i København), søn af malersvend, senere grosserer Poul Eli Jensen og Ragna Dorthea Marie Jacobsen Busk. Ægteskabet opløst 1989.
3. 27. august 1994 i Slagelse med arkitekt Jan Søndergaard (født 5. januar 1947 på Frederiksberg), søn af chauffør, senere lagerforvalter Viggo Christian Søndergaard og Ruth Illemann.